# 나리타 익스프레스
나리타 익스프레스(일본어: 成田エクスプレス:なりたえくすぷれす 나리타에쿠스푸레스[*], 영어: Narita Express)는 동일본여객철도(JR 동일본)가 오후나역(일부는 요코스카역), 요코하마역, 다카오역(일부는 후지 급행선 가와구치코 역), 오미야역, 이케부쿠로역, 신주쿠역, 시나가와역 ~ 나리타 공항역 간을 운행하는 특별급행열차이다.

## 개요
나리타 국제공항(당시 신토쿄국제공항)과 도쿄 도심, 요코하마 및 도쿄 근교의 주요 도시들을 연결하는 열차로, 1991년 3월 19일에 운행을 개시하였다. 영어 표기인 Narita Express를 줄여 "N'EX"(넥스)라 부르기도 한다.
초기에는 253계가 투입되었으며, 2009년 10월 1일부터 E259계로 교체를 시작하였고, 2010년 6월 30일부로 253계를 퇴역시켜 7월 1일부터는 E259계 열차로만 운행을 시작하였다.
나리타 공항은 1978년 5월 20일에 개항하였는데, 그 당시 철도를 이용하여 공항에 가려면 게이세이 본선의 나리타 공항역(현 히가시나리타 역)에 내린 후, 버스로 갈아타야 했었다. 그러다가 당시 운수 대신(運輸大臣)이었던 이시하라 신타로가 지시하여, 건설이 중단된 나리타 신칸센의 노반과 역 등의 설비를 활용하여 1991년 3월 19일에 동일본여객철도 및 게이세이 전철의 공항 연계 철도 운행이 가능하게 하였고, 이에 맞추어 나리타 익스프레스의 운행도 시작되었다.

## 운행 형태

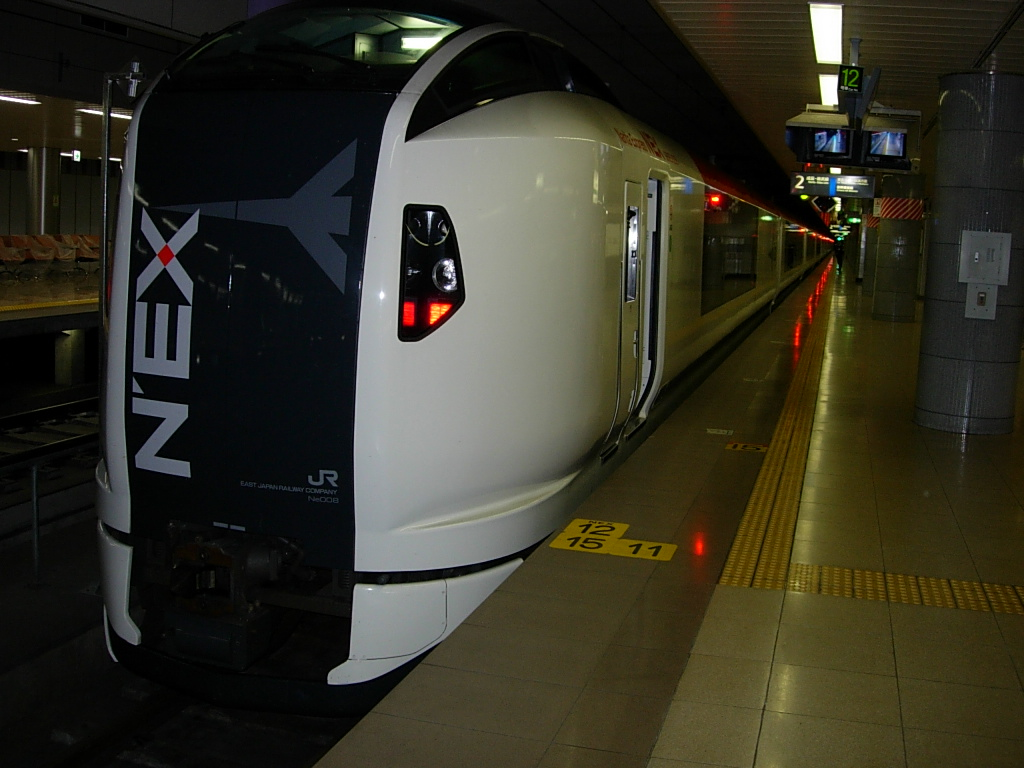
나리타 공항역에 대기중인 나리타 익스프레스 열차

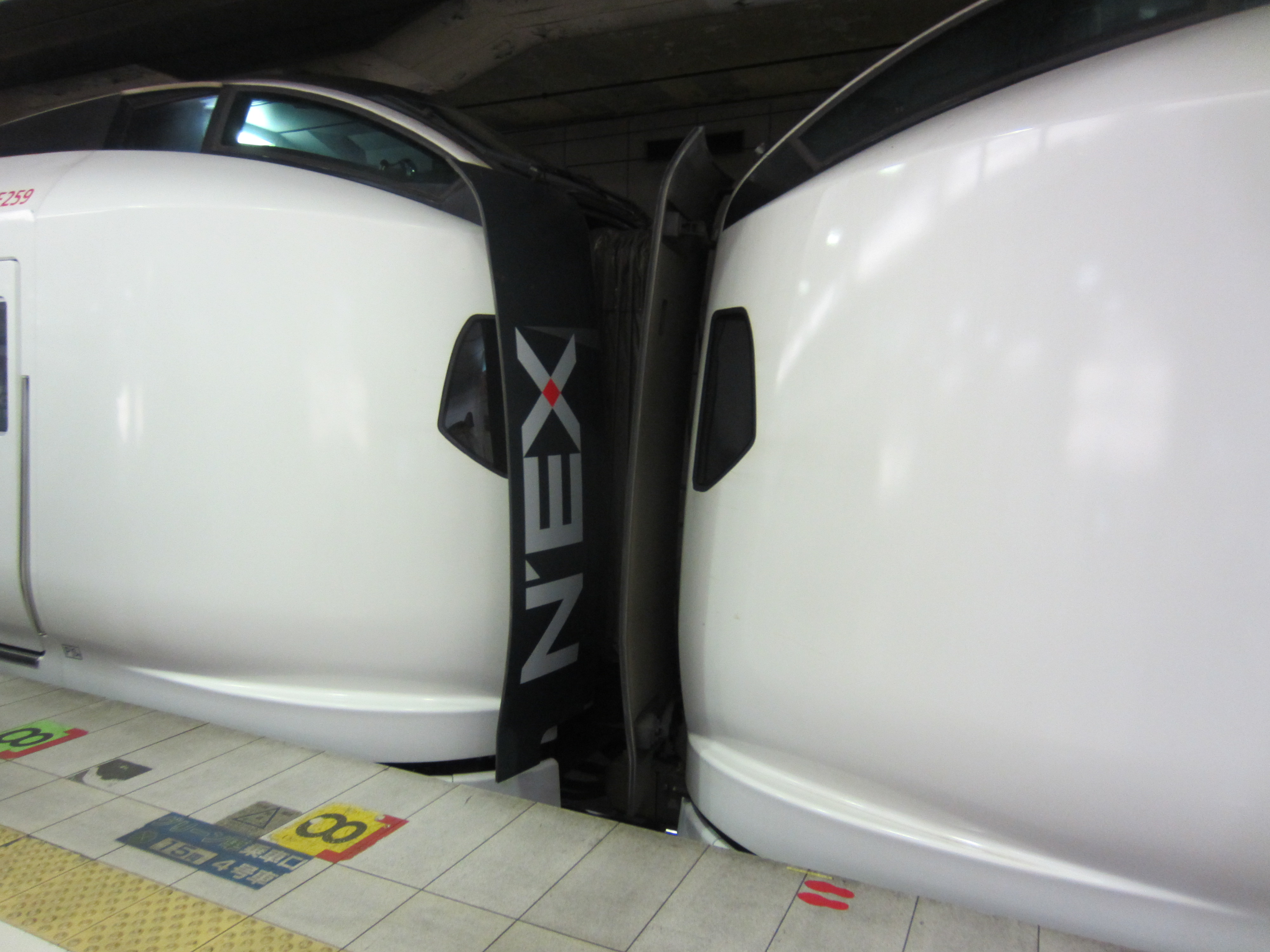
나리타 익스프레스 연결 부분

2015년 5월 25일 현재의 운행 개황은 아래와 같다.
기본적으로 도쿄에서 나리타 공항까지의 구간을 30분마다 운행을 하지만, 배차 간격이 1시간인 시간대도 있다. 대부분 열차는 도쿄역에서 객차를 분리 • 결합하는 경우가 많아 도쿄역에서 나리타 공항역 간은 최대 12량으로 편성이 된다. 도쿄역에서 분리된 열차는 요코하마역, 오후나역 방면과 시부야역, 신주쿠역, 이케부쿠로역 방면으로 운행한다(공항 방면은 오후나 역과 이케부쿠로 역에서 온 열차가 도쿄역에서 결합하여 공항으로 간다).
이 열차는 도심과 나리타 국제공항을 연결하는 공항 연계 열차이기 때문에, 일부를 제외하고는 도쿄역 ~ 공항 제2빌딩역 간의 모든 역을 무정차 통과한다. 그러나 아침에 운행하는 상행 열차와 저녁 이후의 하행열차는 지바역, 요쓰카이도역, 사쿠라역, 나리타역에도 정차한다(단, 일부 열차는 사쿠라 역을 통과한다). 도쿄역 ~ 나리타공항 역 간 최단 소요시간은 약 53분이다.

### 정차역
나리타 공항역 ~ 도쿄역 구간
나리타 공항역 ~ 공항 제2빌딩역 ~ (나리타역) ~ (사쿠라역) ~ (지바역) ~ 도쿄역
도쿄역 ~ 오미야 역 구간
도쿄역 ~ (시나가와역) ~ 시부야역 ~ 신주쿠역 ~ 이케부쿠로역 ~ 오미야역
도쿄역 ~ 다카오 역 구간
도쿄역 ~ 시부야 역 ~ 신주쿠 역 ~ 기치조지역 ~ 미타카역 ~ 고쿠분지역 ~ 다치카와역 ~ 하치오지역 ~ 다카오역
도쿄역 ~ 오후나 역 구간
도쿄역 ~ 시나가와 역 ~ 무사시코스기역 ~ 요코하마역 ~ 도쓰카역 ~ 오후나역
- ( ) 안의 역은 일부 열차만 정차한다.
  - 나리타 역, 요쓰카이도 역, 지바 역은 2, 4, 6, 47, 49, 51, 53호만 정차한다.
    - 단, 매년 1월 1일에서 3일까지 나리타 산 신쇼지(成田山新勝寺)로 참배하는 사람들의 편의를 위해 상기 이외의 일부 열차도 나리타 역에 정차한다. 단, 2012년 1월 3일에는 열차가 임시 정차하지 않았고, 2014년에는 주말이 끼어 있어 연휴가 늘어남에 따라, 1월 4~5일에도 열차가 임시 정차를 하였다.

  - 사쿠라 역은 2, 6, 51, 53호만 정차한다.
  - 요코하마 역, 오후나 역 발착의 임시열차는 시나가와 역을 통과한다.
- 2014년 3월 15일부터 요코하마 역, 오후나 역 발착의 일부 열차를 성수기의 공휴일에 한정하여 요코스카역까지 임시 열차로 연장 운행하고 있다.[5]
  - 도중 정차역은 기타카마쿠라역, 가마쿠라역, 즈시역이다.[6]
- 2014년 6월 9일에, 같은 해 7월 26일부터 주말 및 공휴일 한정으로, 신주쿠 역 발착의 열차 중 1왕복을 후지 급행선과 직결하여 가와구치코 역까지 연장 운행을 실시한다고 발표되었다.[7] 본래는 2014년 9월 28일까지의 주말 및 공휴일에만 연장 운행을 실시할 계획이었으나, 이용객들의 호평을 받아 그 해 11월 30일까지의 주말 및 공휴일에 연장 운행을 실시하였으며, 2015년 3월 1일 이후부터 연장 운행이 실시되고 있다.[8]
  - 도중 정차역은 다치카와역, 하치오지역, 오쓰키역, 쓰루분카다이가쿠마에 역(가와구치코 행만 정차함), 후지산 역, 후지큐 하이랜드 역이다.

### 사용 차량 및 편성
개통 당초에는 전용 차량이었던 253계가 투입되었지만, 2009년 10월 1일부터 후속 차량인 E259계가 투입되기 시작하였으며, 2010년 6월 30일을 끝으로 기존 253계의 운행이 종료되었으며, 이후에는 모든 열차가 E259계로만 운행되고 있다.
덧붙여, 윙 익스프레스(일본어: ウイングエクスプレス 윈구에쿠스푸레스[*])가 나리타 익스프레스에 통합되었을 때(당시는 253계 운행 시절이었다), 며칠동안 운행할 253계 차량이 없어서 183계가 투입되었던 적도 있었다.
좌석은 전부 지정석이다.
253계가 운행했을 초창기에는 보통칸의 홀수 번호의 좌석과 짝수 번호의 좌석이 통로에서 분리되어 있었고 A-D가 박스석 단위로 굳어지는 등, 좌석 배열이 다른 특급 열차와는 많이 차이가 났다. 또한 다른 특급형 차량과 같은 배열이 된 이후에도 지정석권매기 등에서 이 열차의 특급권을 구매하는 경우 좌석의 세세한 위치를 승객이 원하는 대로 지정할 수 없었다. 그러다가 E259계로 전면 교체되면서 지정석권매기에서도 좌석의 세세한 위치를 직접 지정할 수 있게 되었다.
또한, 대부분의 253계 보통칸 좌석 배열은 집단 맞선식(이전에는 박스 시트)이었기 때문에 승객들 중 절반은 역방향으로 앉아야 했으며, 대부분은 좌석의 리클라이닝 기능도 없었다. 그러나 E259계는 좌석에 리클라이닝 및 회전 기능이 있다.
객실 밖 통로 및 컴퍼트먼트석(그린 개인실)을 제외하고는 차내는 운행 초기부터 금연으로 지정되어 있었다. 또한, 2003년 3월 1일부터 객실 밖 통로를 금연으로 지정하고, 그 대신 1~2량 정도 지정 흡연이 가능한 객차를 운행했지만, 2005년 12월 10일부터 흡연 가능 객차가 폐지되어, 차내는 전부 금연 구역이 되었다.

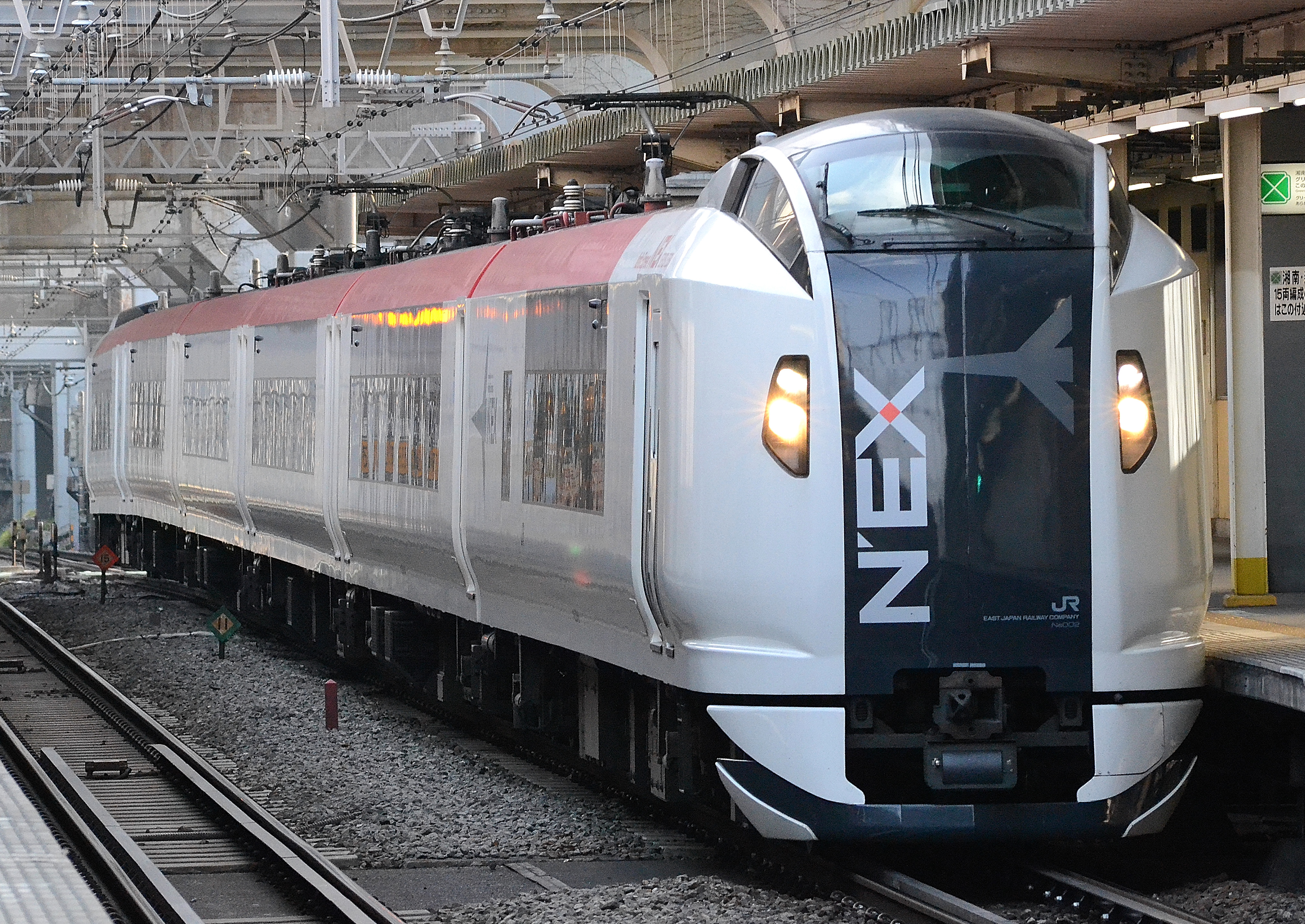
E259계 전동차 (니시오이 역에서 촬영)
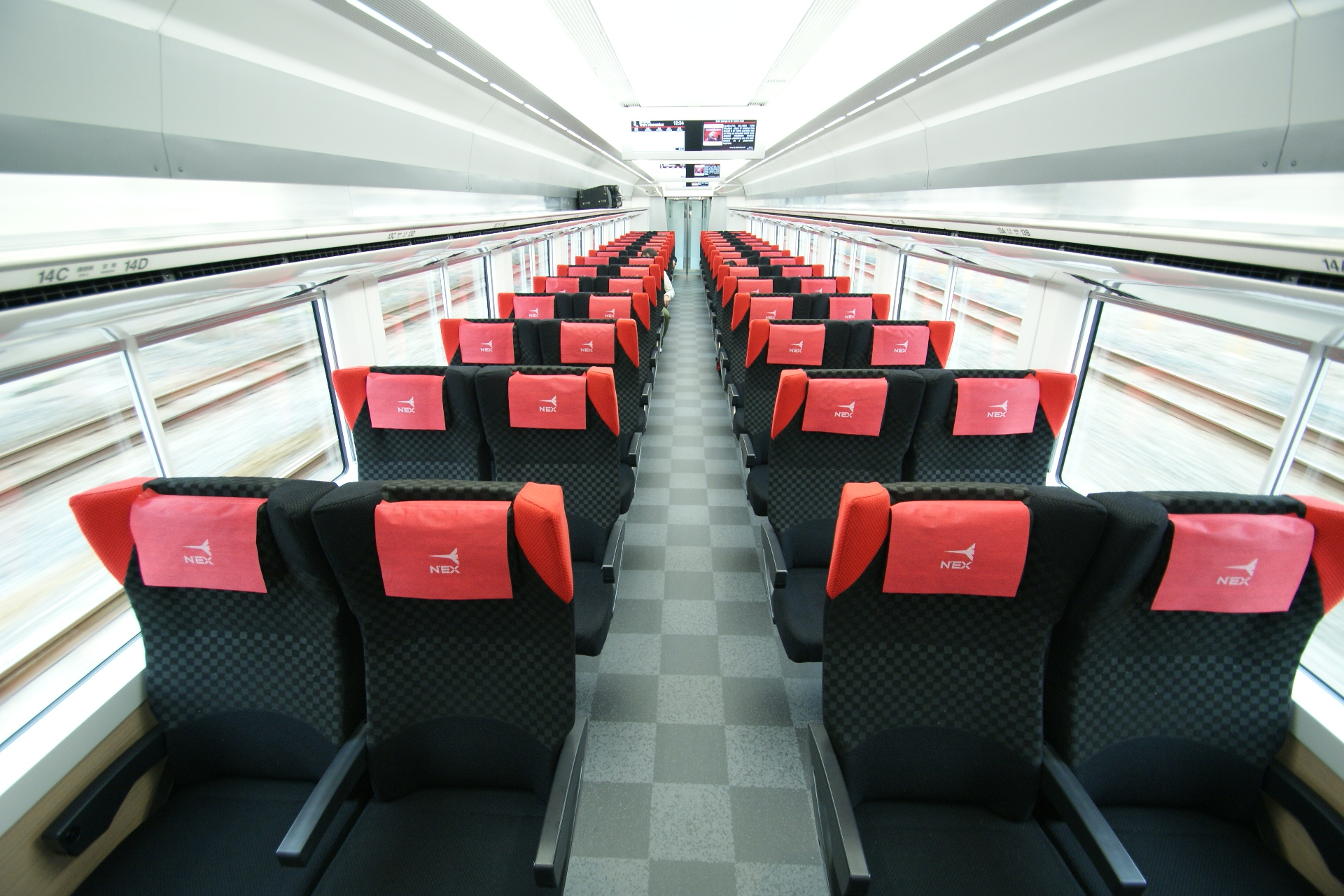
보통칸 차내 모습 (E259계)
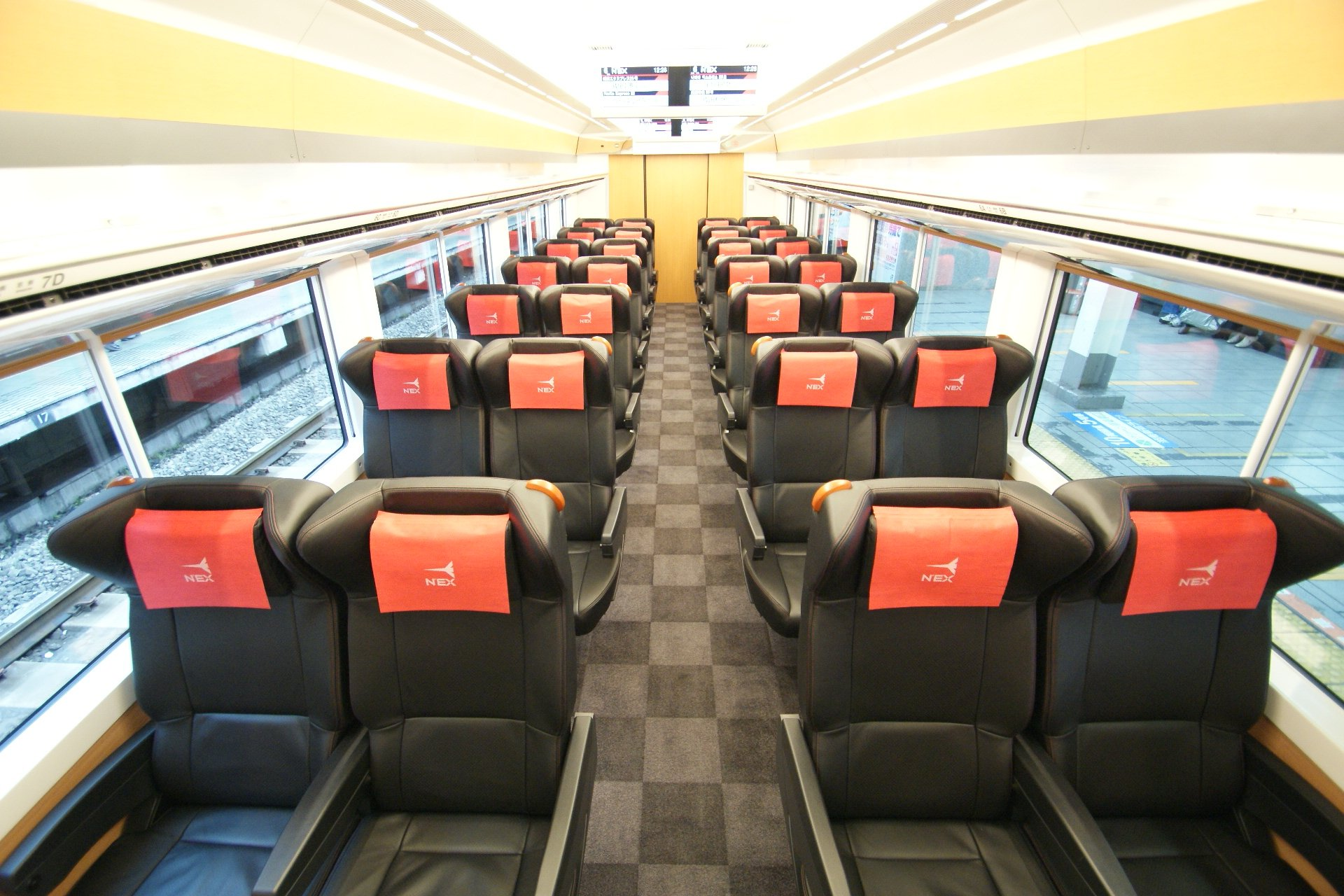
그린차 차내 모습 (E259계)
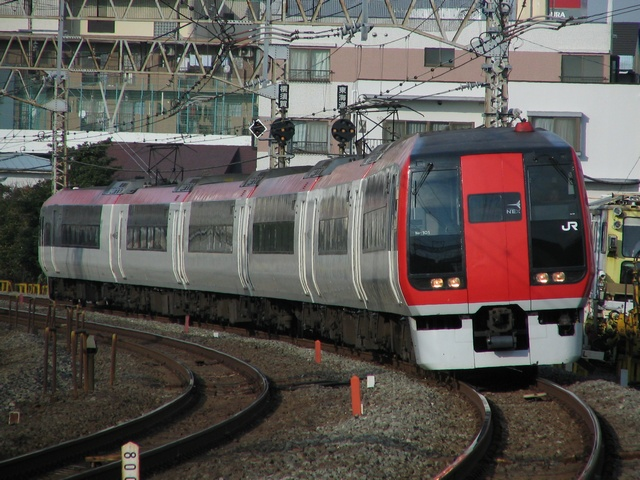
253계 전동차 (2006년 12월 19일, 도쓰카 역 ~ 오후나 역 간에서 촬영)
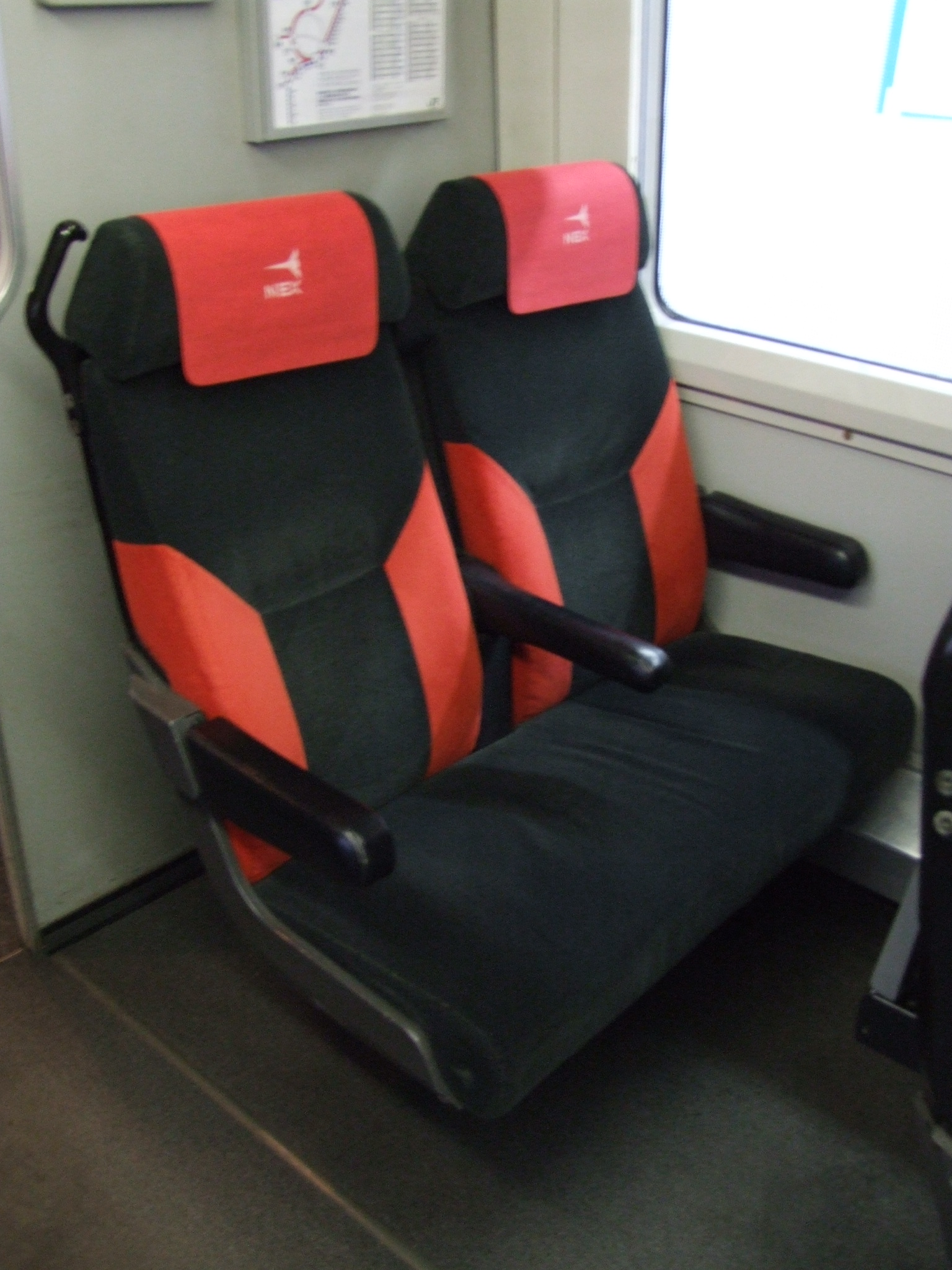
보통칸 좌석 (253계)
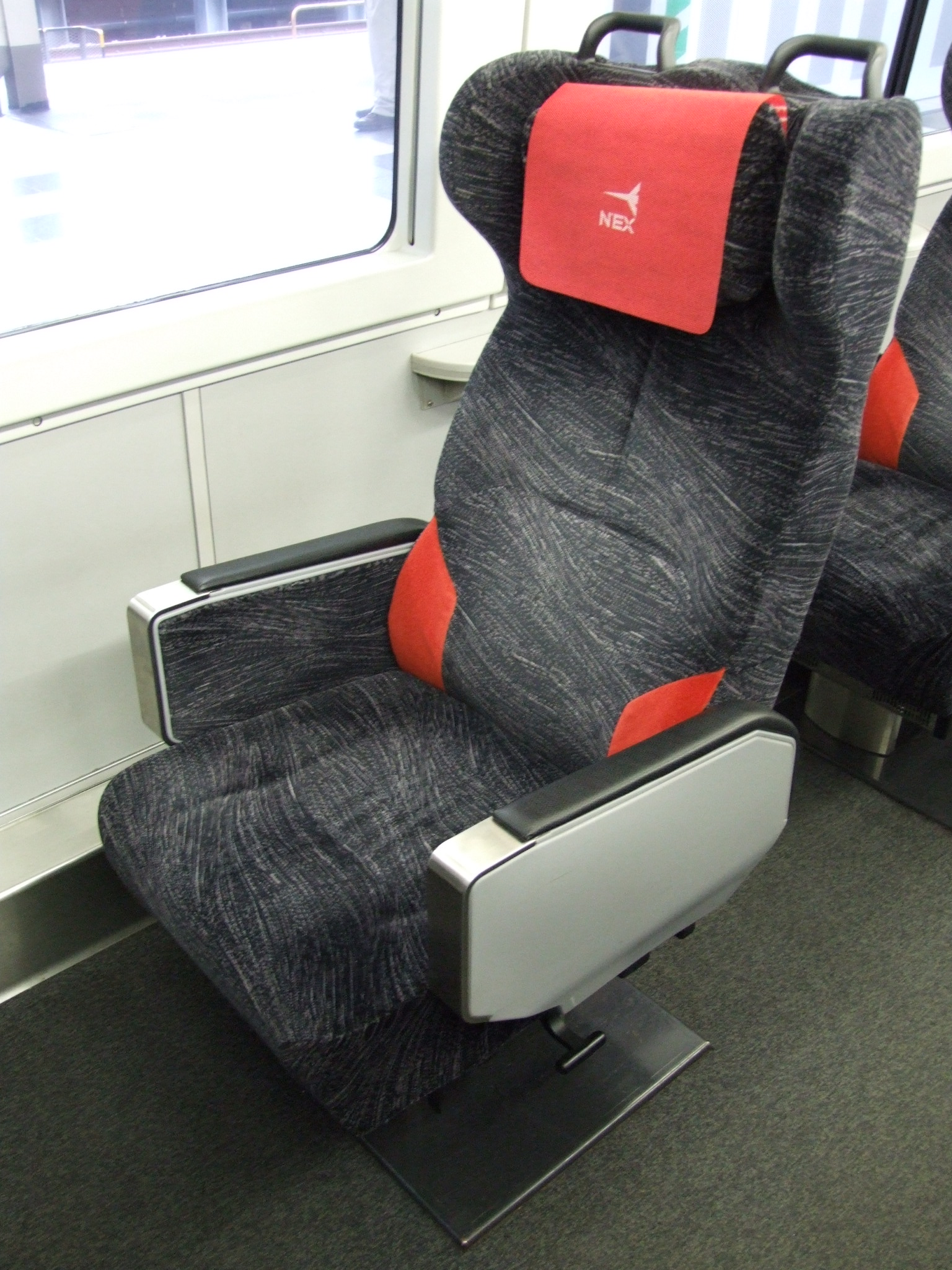
그린차 좌석 (253계)
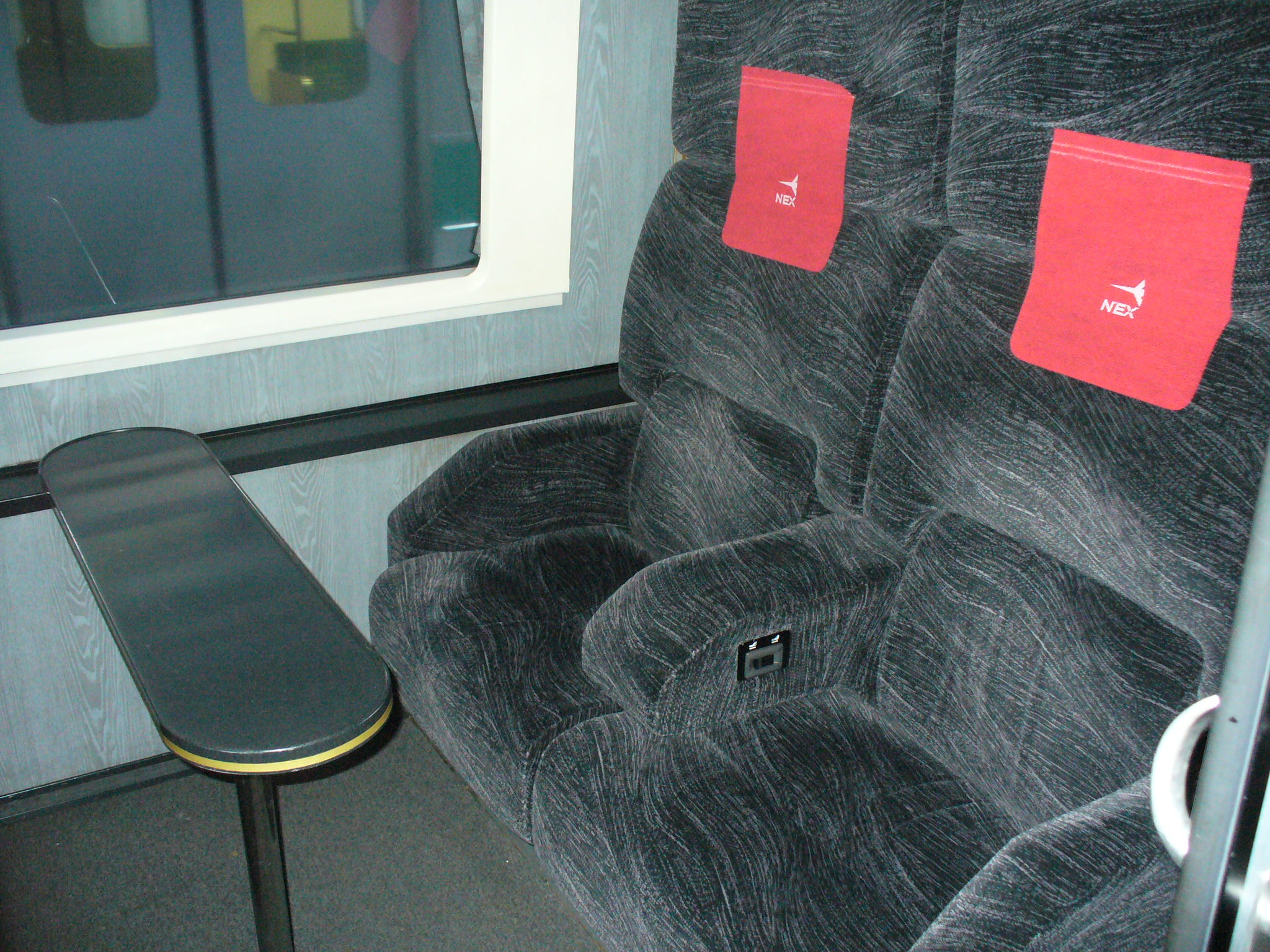
그린 개인실 모습 (253계)
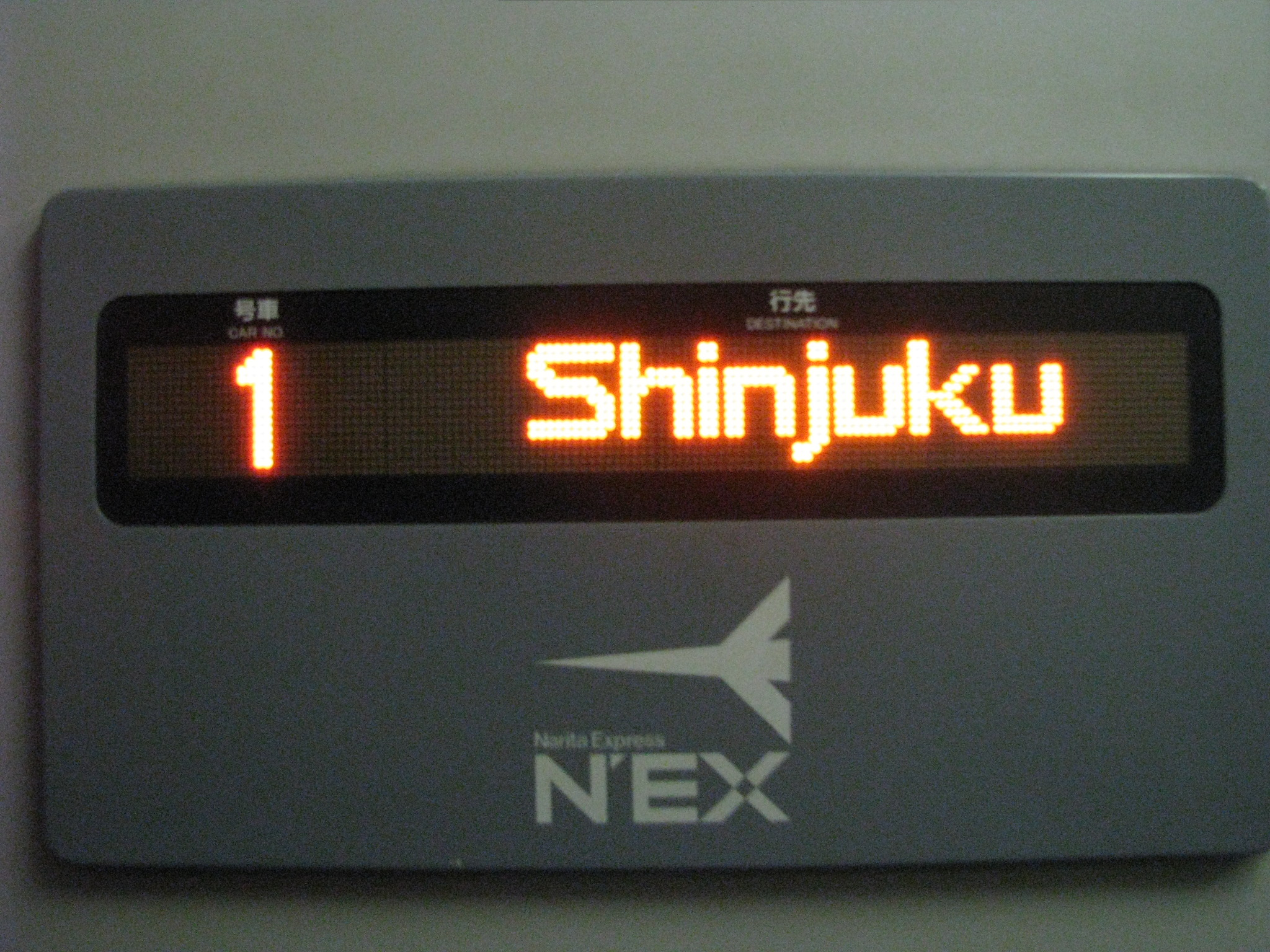
호차 번호 및 목적지 안내 전광판 (253계)

### 차내 서비스
차내 판매는 도쿄역 ~ 나리타공항 역 구간에서 실시되었지만, 2015년 3월 13일을 끝으로 차내 판매가 종료되었다. 개통 당초에는 그린차 이용객을 위한 무료 드링크 코너가 설비되어 있었지만, 보통칸 이용객이 무단으로 이용하는 일이 잦아져서 없어졌다.
또한, E259계의 차체에는 무선 LAN용 안테나(WiMix, Wi-Fi 리피터)가 설치되어 있으며, UQ 커뮤니케이션즈의 UQ Wi-Fi와 BB 모바일 포인트(소프트뱅크 텔레콤, Yahoo! JAPAN 무선 LAN 서비스 등의 로밍 포함) 가입자는 인터넷 접속 서비스를 이용할 수 있다.

### 차량 소속
- 도쿄 차량구 (오후나/오미야 - 나리타 공항 구간 운행 열차)
- 나리타 차량구 (이케부쿠로 - 나리타 공항 구간 운행 열차)
- 하치오지 차량구 (신주쿠 - 다카오 구간 운행 열차)

## 임시 열차
임시 열차는 나리타 익스프레스를 보조해주는 역할을 하지만, 투입된 차량이 나리타 익스프레스 전용 열차인 253계나 E259계가 아니라, 183계 및 E257계였기 때문에, 날개를 뜻하는 '윙'(ウィング)을 열차 명칭에 붙이는 경우가 많았다.

### 윙 익스프레스

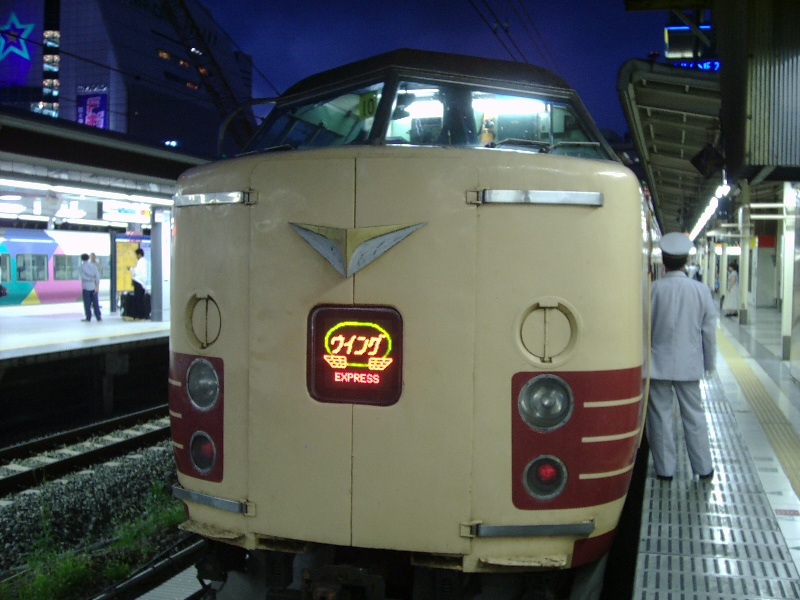
183계 윙 익스프레스(2003년 9월 15일, 신주쿠 역에서 촬영)

윙 익스프레스(일본어: ウイングエクスプレス 윈구에쿠스푸레스[*])는 1992년 3월 16일부터 1998년 9월 27일까지는 '윙'(ウイング))는 도쿄역, 신주쿠역, 하치오지역(1992년 3월 23일부터 6월 30일까지) ~ 나리타역(1990년 7월 21일부터 1991년 2월 24일까지), 나리타 공항역(1991년 7월 20일부터) 구간을 운행하던 임시열차였다. 차량은 183계 9량 편성 또는 6량 편성이 투입되었었다. 자유석과 그린차는 9량 편성에만 있었다.
오미야역 - 나리타 공항역 구간은 2001년 12월 1일부터 2004년 3월 13일까지 183계 8량 편성(전 좌석 보통칸 지정석)으로 운행되었다. 또한, 2002년 FIFA 월드컵 때에는 니가타역 발착으로도 운행되었다.
2007년 8월 10일부터 8월 19일까지는 신주쿠 역 ~ 나리타 공항역 구간을 운행했다. 그 당시에는 나리타 공항행 열차만 있었으며, 주오 쾌속선 ~ (오차노미즈역) ~ 소부 완행선 ~ (긴시초역) ~ 소부 쾌속선을 경유하여 운행했다. 도중 정차역은 아키하바라역, 긴시초역, 후나바시역, 공항 제2빌딩역이었다. 또한, 정기권과 지정석 특급권의 조합으로 승차할 수 있었다. 열차는 E257계 500번대가 투입되었다.
2008년 4월 25일부터 4월 27일까지는 하치오지역 - 나리타 공항역 구간을 운행했으며, 나카노역에도 정차했다. 차량은 E257계 0번대가 투입되었다. 또한, 4월 26일에 운행했을 때는 183계에서 썼던 로고 마크를 차량 앞면 표시기 위에 스티커로 붙이기도 하였으며, 8월 9일부터 8월 12일까지도 운행했는데, 그 때는 지바역을 통과했다.

### 정기 열차의 연장 운행
다른 특급 열차가 운행하는 구간을 연장해서 운행하는 경우도 있었는데 이는 다음과 같다.
- 특급 '윙 아즈사'(ウィングあずさ)
  - 지바역 발착의 정기 운행 열차를 나리타 공항역까지 연장하는 경우로, 1991년부터 1993년까지 운행되었다. 사쿠라역에서 나리타 익스프레스를 대피(待避:다른 열차가 지나가기를 기다림)했다.
- 침대특급 '윙 하쿠쓰루'(ウイングはくつる)
  - 우에노역 - 아오모리역 구간을 운행하였던 '하쿠쓰루(はくつる)'의 임시 열차로 오미야 역, 도호쿠 화물선, 야마노테 화물선, 신주쿠 역, 주오 선 쾌속, 오차노미즈 역, 소부 완행선, 긴시초 역, 소부 쾌속선을 경유하여 운행하였다. 1991년 4월 25일부터 4월 30일, 같은 해 8월 9일부터 8월 13일까지 운행하였다.

## 운임, 요금, 승차 제도의 특례

### 특급 요금
많은 특급 열차가 B 특급 요금을 채용하고 있는 반면, 이 열차는 슈퍼뷰 오도리코처럼 B 특급 요금보다 비싼 A 특급 요금을 채용하고 있다. 그린 요금은 200km 이내만 설정되어 있으며, 항상 2060엔으로, 다른 열차와는 다른 체계를 사용하고 있으며, 나리타 공항역 • 공항 제2빌딩역 ~ 도쿄도 구내 구간처럼 100km 이하의 구간에서는 JR 동일본의 다른 열차보다 요금이 비싸다.
또한 국제선 승객들을 겨냥한 공항 연계 열차이기 때문에 전 차량 지정석이며, 정기권과 특급권과의 연계 발매도 원칙적으로는 하지 않지만, 아침이나 저녁에 지바 역이나 나리타 역에 정차하는 열차, 저녁 이후에 도쿄역을 출발하는 요코하마 방면 하행 열차의 경우에는 일부 구간에서 예외로 정기권 승차를 허용하고 있다.
또한 전 차량 지정석이므로, 좌석 지정 특급권이나 만석 시에 발권되는 입석 특급권으로 승차하게 되어 있었으나, 2015년 3월 14일부터 판매 방법이 변경되었다. 입석 특급권은 폐지되었으며, 좌석 지정 특급권 이외에 조반선 특급 '히타치', '도키와'처럼 승차일과 승차 구간만 지정하고, 좌석은 지정하지 않는 좌석 미지정권의 판매가 개시되었다.
2017년 3월 4일부터 후지 급행선 구간을 이용하더라도 특급 요금이 필요하게 되었다. 특급 요금은 후지 급행선 내의 특급열차 '후지산 특급', '후지산 뷰 특급'과 같은 요금 체계가 적용되며, JR선과 같이 이용할 경우 JR의 특급 요금과 합산된다. 단, 후지산 역 ~ 가와구치코 역 구간만 이용할 경우 특급 요금이 필요하지 않다. 이는 후지 급행선 내의 모든 특급열차에 해당된다.
또한, 2005년 12월 9일까지는 그린차 컴파트먼트석에 대하여 승차 7일전부터 그린 컴파트먼트권 및 특급 요금 할인을 받을 수 있는 "N'EX 그린 개인실 요금권"(N'EXグリーン個室料金券)이라는 특별 기획 승차권이 있었다. 이 승차권은 모든 열차에 적용되어 있었으며, 나리타 공항역 • 공항 제2빌딩역 ~ 도쿄도 구내 • 기치조지 역 • 미타카역 구간과 나리타 공항역 • 공항 제2빌딩역 ~ 오후나 역 • 오미야 역 • 다카오 역의 모든 역에 적용되었다. 그러다가 12월 10일 이후 그린 요금을 개정하여 구간과 관계없이 다음과 같이 변경되었다.
- 4인용 컴퍼트먼트석 - 1실당 6,000엔
- 개방석 - 2,000엔

또한, 2009년 1월 6일부터 3월 31일까지 그린차 컴퍼트먼트석 및 특급 요금 할인을 받을 수 있는 "N'EX 그린 개인실 요금권(N'EXグリーン個室料金券)"도 발매되었다.

### 특별 기획 승차권
JR 동일본의 인터넷 예약 서비스인 에키넷에서 나리타 익스프레스 지정석 티켓레스 예약을 접수하면 200엔(2012년 3월까지는 400엔) 할인을 받을 수 있다.
또한 도쿄역 • 시나가와 역 • 신주쿠 역 • 이케부쿠로 역 ~ 지바 역 • 요쓰카이도 역 • 나리타 역 구간에서 유효한 것으로 "보소 요금 회수권"이 있다. 예전에는 시나가와 역 ~ 오후나 역 구간에서 "N'EX 요금 4회권"(N'EX料金4回券)이라는 특급 요금 회수권을 사용할 수 있었지만, 2006년 3월에 폐지되었다.
이외의 특별 기획 승차권은 아래와 같다.

#### Suica&N'EX
2007년 3월 28일부터 방일 외국인 전용으로 "Suica&N'EX"의 발매를 시작했다. 이 승차권은 나리타 공항역 • 공항 제2빌딩역에서 도쿄전차특정구간 내의 역까지의 승차권, 보통칸 지정석 특급권, 오리지널 디자인의 무기명식 Suica가 세트로 되어 있으며, 편도만 적용되며, 나리타 익스프레스의 승차권과 특급권의 유효기간은 승차권 발행날짜 뿐이다.
덧붙여, JR 동일본 패스, 도쿄 와이드 패스로도 이 열차를 이용할 수 있다.

#### N'EX 쿠폰(N'EXクーポン)
JR 동일본의 뷰 플라자 및 제휴 판매 센터 등 주요 여행사에서 나리타 공항 발착의 일본 국내, 또는 해외여행 상품 또는 나리타 공항 발착의 항공권의 구입 • 제시와 동시에 발매되는 특별 기획 승차권이었다. 보통칸 지정석용이었으며, 2매 혹은 3매씩 발매하였었다. 적용 구간은 도쿄전차특정구간의 역 - 공항 제2빌딩역 • 나리타 공항역 구간이었으며, 가격은 2매분은 4,800엔, 3매분은 7,200엔, 어린이 1매분은 1,200엔이었다.
2013년 3월을 끝으로 폐지되었으며, 현재는 대체 후속 기획 승차권으로 "N'EX 왕복 티켓"이 발매되고 있다.

#### N'EX 왕복 티켓(N'EX往復きっぷ)
2013년 3월 1일부터 JR 동일본의 수도권의 주요 역의 지정석권매기, 뷰 플라자, 제휴 판매 센터, 주요 여행사 등에서 구입 가능한 특별 기획 승차권이다(단, 나리타 공항역 • 공항 제2빌딩역 및 양 역의 JR 동일본 방일 여행 센터에서는 구입 불가능). 승차 1개월 전부터 전 날까지만 발매 가능하며, 당일 발매는 불가능하다.
유효기간은 14일이며, 보통칸용과 그린차용이 있다. 도중하차는 불가능하다. 미도리노마도구치에서는 구입할 수 없으며, 유효기간 내에 사용하지 않을 경우, 또는 돌아오는 티켓을 사용하지 않을 경우에 한하여 환불이 가능하다.
N'EX 쿠폰과 비교하였을 때, 출발역에 따라 요금이 다르기 때문에, 도쿄도 내에서의 요금은 기존과 동일하지만, 도쿄도 내 이외에서의 요금은 기존보다 비싸졌다.

#### N'EX 도쿄 왕복 티켓(N'EX TOKYO Round Trip Ticket)
2015년 3월 14일부터 발매 중인 방일 외국인 전용 특별 기획 승차권이다. 나리타 공항역 • 공항 제2빌딩역 ~ 도쿄역 • 시나가와 역 • 시부야 역 • 신주쿠 역 • 이케부쿠로 역 • 오미야 역 • 요코하마 역 • 오후나 역 구간의 나리타 익스프레스 보통칸 지정석을 왕복으로 이용할 수 있다.
나리타 익스프레스 승차 후, 도중에 개찰구를 나가지 않으면 다른 열차(특급열차는 불가능)로 갈아타서 도쿄전차특정구간 내의 어느 역이든 하차할 수 있다.
유효기간은 발매일로부터 14일까지이며, 가격은 이용 구간과 관계없이 일률 어른 4000엔, 어린이 2000엔이다.

#### 비즈니스 라이너 티켓 N'EX(ビジネスライナーきっぷ N'EX)
대기업 전용으로 발매되는 특별 기획 승차권으로, 보통칸 지정석 특급권 및 승차권이 하나로 되어 있는 회수권이다.

## 승차제도의 특례

#### 요금 계산 특례
나리타 익스프레스는 열차 특정 구간(列車特定区間)에 적용되기 때문에 승차 구간이 요요기 - 신주쿠 구간에 해당되는 경우, 주오 선 및 소부 선의 오차노미즈를 경유하는 것으로 요금이 계산된다.
예1：신주쿠 - 나리타 공항 구간을 이용할 경우, 운행 경로는 시부야, 시나가와, 도쿄를 경유하지만, 요금은 오차노미즈 경유로 계산한다.
또 아카바네 - 이케부쿠로 구간까지 포함되는 경우, 아카바네 선 주조 경유로 요금이 계산된다.
예2：오미야 - 신주쿠 구간을 이용할 경우, 운행 경로는 도호쿠 본선 및 야마노테 화물선(쇼난 신주쿠 라인)이지만, 요금은 주조를 경유하는 것으로 계산된다.
따라서, 오미야 - 나리타 공항 구간을 이용하는 경우 위의 두 가지 예가 적용된다. 위의 두 가지 예를 모두 적용하는 나리타 익스프레스 정기 운행 열차는 오미야 역에서 발착하는 2왕복뿐이다.
또한, 시나가와 - 쓰루미 구간은 경로 특정 구간(経路特定区間)이기 때문에, 가와사키 경유로 요금이 계산된다.
예3：요코하마 - 나리타 공항 구간을 이용할 경우 경우, 운행 경로는 신카와사키 경유이지만, 요금은 가와사키 경유로 계산한다.
덧붙여 나리타 익스프레스가 운행하는 구간은대도시 근교 구간(大都市近郊区間)에 포함되기 때문에, 대도시 근교 구간 상호 발착의 승차권 운임은 승차 경로에 관계없이 최단 거리로 계산한다.
예4：오미야 - 나리타 공항 구간을 이용할 경우, 최단 거리인 도호쿠 본선, 무사시노선, 조반선, 나리타선(미나미우라와, 신마츠도, 아비코) 경유의 운임이 적용된다.

## 정기권 병용 특례
아래의 경우에만 한정하여, 아래와 같이 기재된 역에서 승차 및 하차하는 경우에는, 다음의 편성으로 일반실에 승차할 수 있다.
열차/구간
1. 지바와 나라타 양쪽 모두 정차하는 열차로 도쿄/시나가와/신주쿠/이케부쿠로 - 지바/요쓰카이도/나라타 각 상호 구간
2. 나리타 공항역발 열차 중 시나가와 역을 17시 56분 이후에 출발하는 오후나 행 열차의 시나가와→오후나 구간

필수 특급권
정기권과 특급권(지정석)이 없을 경우 입석 특급권, 또는 해당 구간에서 유효한 지정석 특급 회수권(指定席特急回数券)
1. 도쿄/시나가와/신주쿠/이케부쿠로 - 지바/요쓰카이도/나라타 각 상호 구간에 적용되는 보소 요금 회수권(房総料金回数券)이 발매되고 있다.
2. 이전에는 시나가와→오후나 구간에 적용되는 "N'EX 요금 4회권"이라는 특급 회수권이 있었지만, 2006년 3월말에 폐지되었기 때문에, 지정석 특급권 및 입석 특급권이 없으면 승차할 수 없다.

또한 위에서 언급한 대로 열차 특정 구간의 대상이기 때문에, 요요기 - 긴시쵸 구간의 경우 주오 선 및 소부 선의 오차노미즈를 경유하는 것이 적용되는 정기권으로도 도중 하차를 하지 않는 한 승차할 수 있다.

## 연혁

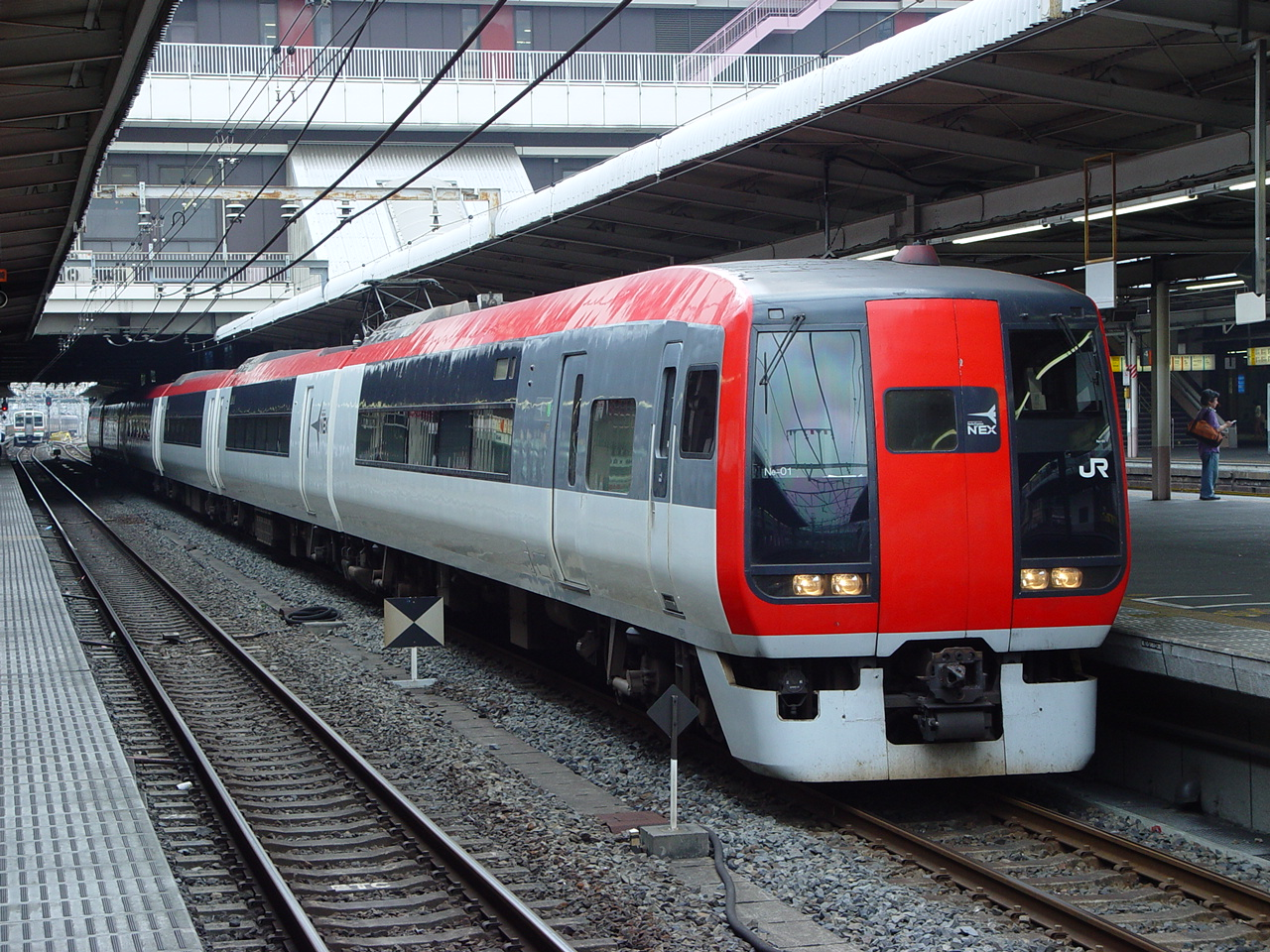
나리타 익스프레스 전용 차량이었던 253계 전동차

일본 국유철도(국철)/JR이 처음 계획을 세운 도쿄도와 나리타 국제공항의 열차 연계 방법은 완공되지 않은 나리타 신칸센이었다. 그 이유는 당시 기존 철도로 나리타 국제공항까지 가려면, 나리타선을 경유해서 운행했던 엘 특급(エル特急) 아야메(あやめ) 호나 소부 본선 직결 쾌속 열차를 이용하여 나리타역까지 간 다음, 그곳에서 버스를 타야 했기 때문이다.
나리타 공항역이 개업하기 전인 1989년부터 1990년까지 윙 오도리코(ウィング踊り子)가 나리타 - 이즈큐시모다 구간을 운행했었다.
그리고 1991년 3월 19일에, 완공하지 못한 나리타 신칸센 구간을 활용한 나리타 공항역의 개설로, 나라타 역 직결의 쾌속 열차 연장하는 형태로 운행을 개시한 "에어포트 나리타"(エアポート成田) 및 나리타 익스프레스 운행이 시작됨으로써, JR에 의한 나리타 공항 접근이 실시되었다. 덧붙여 나리타 익스프레스 운행이 시작했을 때는 일부 열차를 제외하고 정령지정도시의 입구인 지바역을 통과하는 데에서 그쪽 사람들의 비판도 있었다.
당초에는, 도쿄 - 나리타 공항 구간을 6량으로 운행하여, 도쿄에서 분리 과정을 거쳐서 신쥬쿠/요코하마 방면으로 각각 3량 편성 운행을 하였다. 그러다가 버블 경제로 인한 해외 여행객의 증가로 1993년부터는 처음에 3량 편성 운행을 6량으로 운행을 하게 되었다.
그 후, 1990년대 후반 이후 일본 경제의 침체로 인하여, 공항 이용객이 적은 이른 아침의 공항발과 저녁 퇴근 시간대의 공항행의 경우에는 도중에 정차하는 역을 늘려서, 통근 승객의 승차도 허용했다.

### 연표
- 나리타 공항역이 개업하기 전인 1989년부터 1990년까지 마쿠하리 전철구(지금의 마쿠하리 차량 센터) 소속의 183계가 운행했던 윙 오도리코(:ja:ウィング踊り子)가 나리타 - 이즈큐시모다 구간을 운행했었다.
- 1991년 3월 19일 : 나리타선 나라타 - 나리타 공항 구간 개통과 동시에 나리타 익스프레스의 운행을 실시.
당초에는 요코하마/신주쿠역(일부 열차는 이케부쿠로) 발착으로, 도쿄에서 분리 및 결합의 과정을 거쳤다. 따라서, 도쿄 - 나리타 공항 구간은 6량편성을 기본으로 하였다.
같은 해 7월에는 임시열차인 윙 아즈사(ウィングあずさ)와 윙 하쿠쓰루(ウイングはくつる)가 운행되어 관동 지방 이외의 구역에서 나리타 공항의 이용객에게도 편의를 제공했다. 덧붙여 윙 아즈사는 1993년까지 운행되었다.
- 1992년 : 수요의 증가로 인해, 6량 편성 열차가 요쿄하마/신주쿠/이케부쿠로까지 운행하기 시작하였다.
- 1993년 3월 18일 : 요코하마 발착 열차 중 일부를 오후나까지 연장.
- 1998년 12월 8일 : 이케부쿠로 발착 열차 중 일부를 오미야까지 연장.
- 1999년 12월 4일 : 나리타 익스프레스의 1왕복만 다카오 발착 운행 실시.
- 2001년 12월 1일 : 임시 열차 윙 익스프레스(ウイングエクスプレス) 운행 실시. 오후나 발착 열차 정차역에 도쓰카가 추가.
- 2002년 12월 1일 : 나리타 익스프레스의 도쿄 - 나라타 구간에 정기권 승차 특례를 적용. 신주쿠 방면 발착 열차 중 일부가 시부야에 정차 실시.
- 2003년 10월 1일 : 시나가와를 정차역에 추가 일부 열차가 요쓰카이도에 정차.
- 2004년
  - 3월 13일 : 윙 익스프레스를 나리타 익스프레스에 흡수. 나리타 익스프레스의 정기권 승차 특례를 확대.
  - 10월 1일 : 시나가와, 요츠카이도 정차 열차를 추가. 편성 개편 및 증결 실시.
  - 12월 18일 : 오후나 발착 1왕복을 오다와라까지 연장(임시로 연장함).

연장 구간은 임시 열차로 취급하였으며, 승객이 많았을 경우 후지사와, 지가사키, 히라쓰카에도 정차.
- 2007년 8월 10일 ~ 19일：신주쿠역 → 나리타 공항 구간을 운행하는 임시 특급 열차인 윙 익스프레스가 운행되었다. 이 열차는 3년 5개월 만에 다시 운행되었다.
- 2008년 3월 15일 : 2왕복 증편. 시나가와 발착 열차의 운행을 실시.
- 2009년 10월 1일: E259계가 본격적으로 투입됨(26 왕복중 10 왕복)[16]. 또 일부 열차의 증결을 실시하여 도쿄 - 나리타 공항 구간은 모든 열차가 12량 편성으로 운행하게 됨.
- 2010년
  - 3월 13일 : 시각표 개정으로 다음과 같이 변경됨.
    1. 신형 차량 E259계 증편.
    2. 아침 시간대에 1 왕복을 없앰. 상행 열차의 경우 나라타, 요쓰카이도, 지바역에도 정차하는 등, 일부 열차의 정차역을 재검토.
    3. 도쿄역에서 분할 및 결합의 과정을 거치는 열차를 증편.
    4. 요코스카 선 무사시코스기역의 개업으로, 요코하마/오후나 발착 열차가 모두 이 역을 포함하여 시나가와에 정차하기 시작. 또한 신주쿠/이케부쿠로/오미야 발착의 모든 열차가 시부야에 정차하기 시작.
    5. 다카오 발착 열차가 1 왕복 증가.

  - 에키 네트에서 휴대 전화를 이용한 티켓 트레스 서비스를 개시[17].
  - 7월 1일 : 모든 열차가 E259계로 통일.

## 같이 보기
- 스카이라이너 : 게이세이 전철 운영
- 에어포트 나리타 호

## 사진

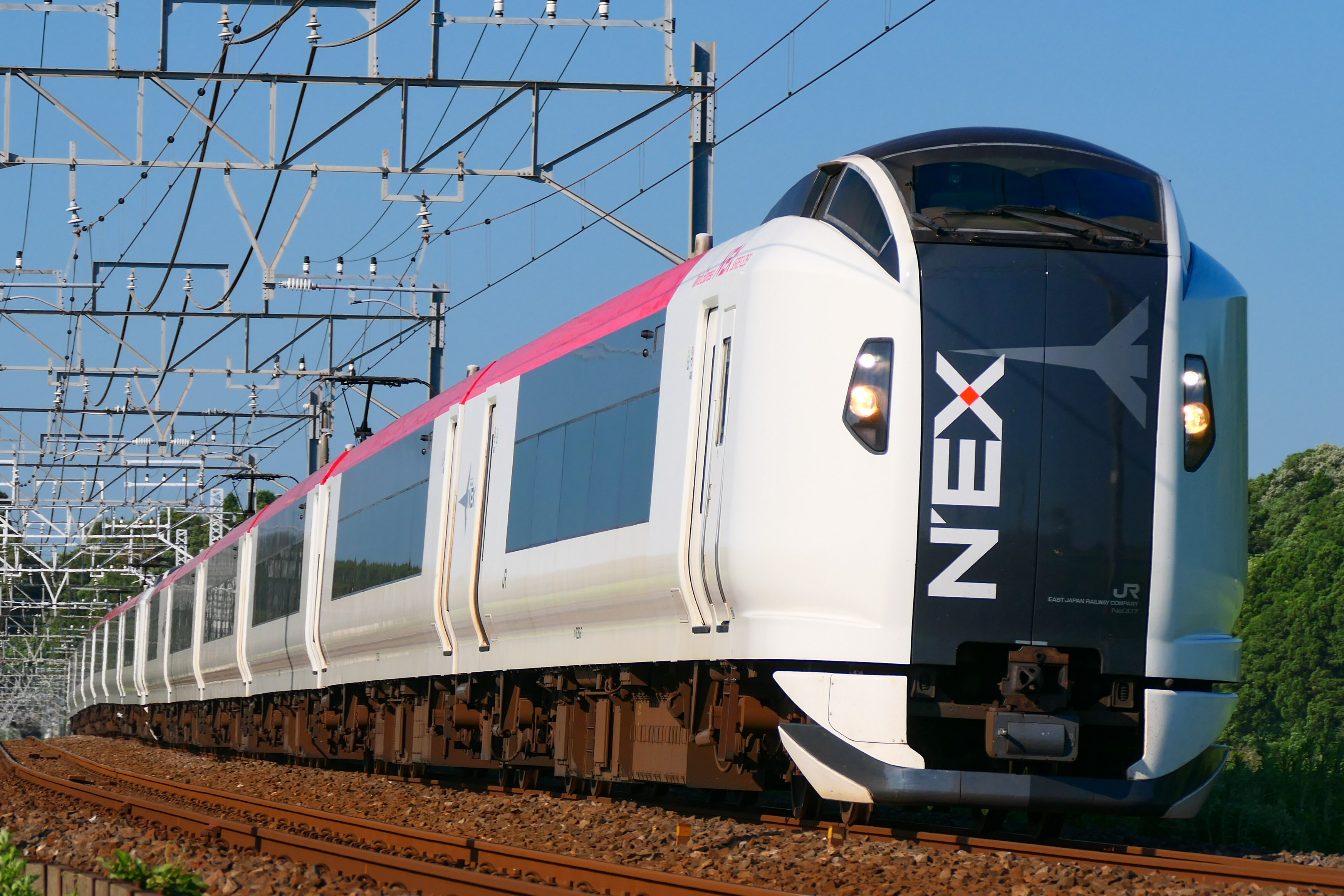
운행중인 나리타 익스프레스
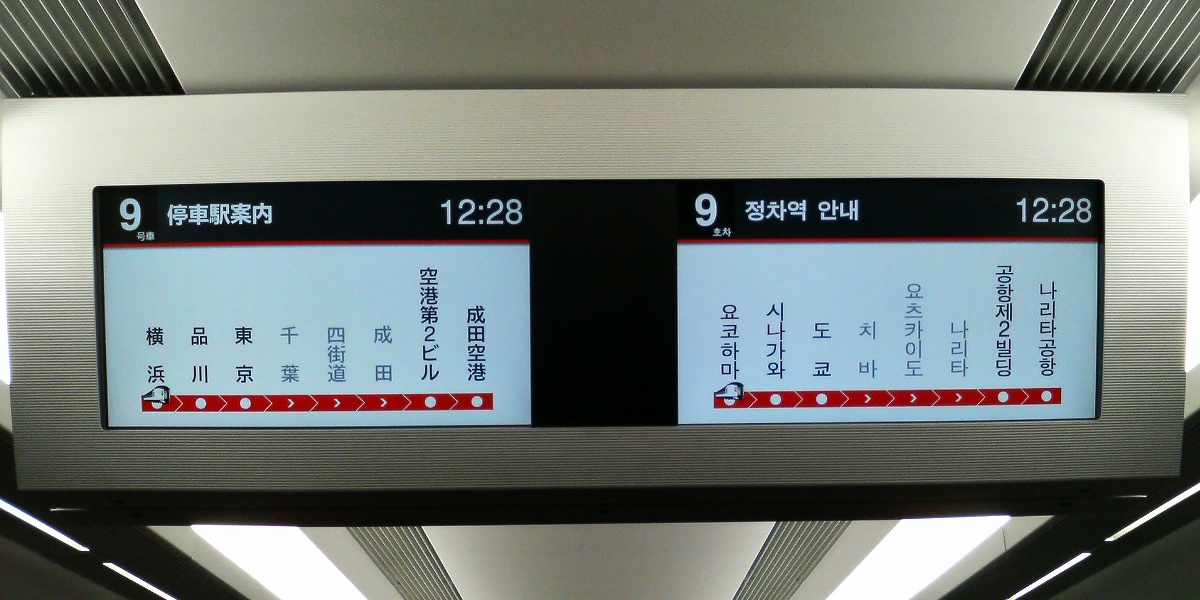
나리타 익스프레스 안내 전광판(한글이 병기되어 있다.)

### 내용주
1. 1 2 3  야마노테 선을 경유하는 영업거리이다. 실제 거리, 운임 계산상의 거리와는 다르다.
2. 1 2  성수기의 주말 및 공휴일에 한정하여, 임시 편이 설정되어 연장 운행한다.
3. ↑  253계는 리모델링 후 특급 '닛코', '기누가와'에 투입되어 운행 중이다
4. ↑  좌석 미지정권을 구입한 경우, 사전에 추가 요금 없이 좌석 지정을 받을 수 있다.